# Río de la Vansa
Río de la Vansa är ett vattendrag i Spanien.   Det ligger i provinsen Província de Lleida och regionen Katalonien, i den nordöstra delen av landet, 500 km öster om huvudstaden Madrid.